# Elektroliza
Elektroliza je elektrokemijska reakcija razlaganja ili razgradnje elektrolita djelovanjem električne struje. Ako se u otopinu ili talinu elektrolita urone elektrode spojene s izvorom istosmjerne električne struje, ioni nastali elektrolitskom disocijacijom bit će privučeni elektrodom suprotna naboja. Negativno nabijeni ioni ili anioni putovat će prema pozitivnoj elektrodi ili anodi, a pozitivno nabijeni ioni ili kationi prema negativnoj elektrodi ili katodi. Na elektrodama se ioni izbijaju i izlučuju kao atomi ili kao molekule. Pritom anioni predaju anodi višak elektrona (oksidacija), a istodobno na katodi kationi primaju jednaku količinu elektrona (redukcija). Tako se posredovanjem iona elektricitet prenosi s jedne elektrode na drugu, pa kroz otopinu ili talinu teče električna struja. Često se anodni i katodni prostor odjeljuju poroznom membranom kako bi se u otopini spriječile moguće reakcije među proizvodima elektrolize. 
Elektroliza je vrlo važna u metalurškom dobivanju mnogih metala iz njihovih mineralnih sirovina ili ruda (elektrometalurgija). Tako se dobivaju alkalijski metali, zemnoalkalni metali, aluminij, cink, klor, vodik, kisik, alkalijske lužine i soli hipokloriti, klorati i drugo, rafiniraju se bakar, srebro, aluminij i plemeniti metali. Elektroliza je i osnova galvanotehnike i elektroplatiranja, a primjenjuje se i u analitičkoj kemiji (elektroanaliza).

## Objašnjenje
Za pokus s elektrolizom vode uzima se aparat koji se sastoji od dviju spojenih cijevi gdje se čista voda ulije preko treće cijevi, koja se nalazi u sredinu. Voda se obično zakiseli s nekoliko kapi sumporne kiseline. U svakoj cijevi nalaze se ugljeni štapići, a oni se spajaju s jednim izvorom istosmjerne struje, na primjer električnom baterijom. Nakon nekog vremena opazit ćemo da se na elektrodama razvijaju mjehurići plina. Na anodi se izlučuje kisik, a na katodi vodik. Da plinovi ne bi izašli u zrak, cijevi su s gornje strane zatvorene pipcem, a kako se plinovi razvijaju, dolazi nova voda kroz srednju cijev. Prema obujmu (volumenu) razvijenih plinova vidimo da vodika ima dva puta više od kisika. Električna struja je razdvojila vodu na vodik i kisik. Ovo kemijsko rastvaranje nekog kemijskog spoja pomoću električne struje naziva se elektroliza. Na sličan način mogli bismo rastaviti vodenu otopinu solne kiseline HCl, pa bi se na katodi izlučio vodik, a na anodi klor.

## Elektrolitska disocijacija
Kako se tijekom elektrolize na objema elektrodama izlučuju različite kemijske tvari, stvara se galvanski članak, pa se elektroliza može nastaviti samo ako je električni napon vanjskog izvora struje suprotan i veći od električnog napona (elektromotorne sile) tako nastaloga članka. Prema tome, da bi se ioni izbijali na elektrodama, potreban je određeni napon (napon razlaganja) svojstven za pojedine elektrolite. Pritom treba uzeti u obzir da je i voda kao najčešće otapalo elektrolitski disocirana, iako u vrlo maloj mjeri, na vodikove H+ i hidroksidne ione OH–, pa se njezinom elektrolizom mogu na elektrodama izlučiti plinovi vodik i kisik. Kako su u vodenoj otopini prisutni raznovrsni ioni, na elektrodama će se izbijati ioni one tvari kojoj je napon razlaganja najmanji. Tako su na primjer u vodenoj otopini natrijeva klorida NaCl prisutni ioni Na+, H+, Cl– i OH–, a elektrolizom se na katodi izlučuje vodik i na anodi klor, jer je za to potreban najmanji napon. Time se u otopini nagomilavaju natrijevi i hidroksidni ioni, to jest nastaje otopina natrijeva hidroksida (lužine).

## Tehnička primjena elektroliza
Elektroliza ima vrlo važnu primjenu u industriji i elektrometalurgiji. Elektrometalurgija je tehnički postupak za dobivanje metala pomoću elektrolize. Tako se elektrolitičkim putem dobiva aluminij, bakar, natrij, kalij, magnezij, klor, cink, vodik, kisik i drugo. Naročito je važna proizvodnja aluminija koji ima veliko značenje u razvitku zrakoplovne i automobilske industrije. Elektroliza također služi za čišćenje (rafinaciju) kovina. Nečista se kovina uzima kao anoda, a kao elektrolit upotrebljava se neka sol od iste kovine. Kod prolaza električne struje izlučuje se ta kovina na katodi za koju se uzima ploča od čiste kovine.

## Primjeri

### Elektroliza vode
Elektroliza vode se koristi pretežno za dobivanje vodika. Voda koja se koristi ne smije biti destilirana (jer takva voda ne provodi električnu struju), pa se u nju često dodaje malo kuhinjske soli. Elektrode moraju biti napravljene od platine jer bi nastali kisik reagirao s većinom ostalih metala. Na katodi se vrši redukcija i nastaje vodik (u plinovitom stanju): 
2 H2O + 2 e- → H2 + 2 OH-
a na anodi oksidacija pri kojoj nastaje kisik (također kao plin): 
2 H2O → O2 + 4 e- + 4 H+
Konačna jednadžba te reakcije glasi: 
2 H2O → 2 H2 + O2

### Elektroliza vodene otopine bakrovog(II) klorida (CuCl2)
U laboratorijsku čašu ulijemo otopinu CuCl2, u kojoj je bakrov(II) klorid disocirao na Cu2+ i Cl- ione. U otopinu uronimo elektrode i spojimo ih na Leclancheov članak (ili koji drugi izvor istosmjerne električne struje). Cu2+ ioni su privučeni prema katodi, gdje dobiju po dva elektrona te nastaje elementarni bakar: 
Cu2+ + 2e- → Cu
Istodobno su Cl- ioni privučeni prema anodi, gdje otpuštaju po elektron te nastaje je elementarni klor: 
2 Cl- → Cl2 + 2 e- 
Nakon nekog vremena, na anodi se počinju pojavljati mjehurići plina karakterističnog mirisa – klora, a katoda poprimi bakreno-crvenu boju – nakupljeni bakar iz otopine. Taj bakar operemo u dušičnoj kiselini. Cijela jednadžba reakcije izgleda ovako:
Cu2+ + 2e- → Cu
2 Cl- → Cl2 + 2 e-
Cu2+ + 2 Cl- → Cu + Cl2

### Elektroliza vodene otopine modre galice (CuSO4)
U laboratorijsku čašu ulijemo otopinu CuSO4 (modra galica), u kojoj je modra galica disocirala na Cu2+ i SO42- ione. U otopinu uronimo elektrode i spojimo ih na Leclancheov članak (ili koji drugi izvor istosmjerne električne struje). Cu2+ ioni su privučeni prema katodi, gdje dobiju po dva elektrona, pri čemu nastaje elementarni bakar: 
Cu2+ + 2e- → Cu
Istodobno se SO42- ioni nakupljaju u anodnom prostoru i ne oksidiraju, nego se, zbog manje uložene energije, oksidira voda: 
2H2O → O2 + 4e- + 4H+
Nakon nekog vremena, na anodi se počinju pojavljati mjehurići plina – kisika, a katoda poprimi bakreno-crvenu boju – nakupljeni bakar iz otopine. Taj bakar operemo u dušičnoj kiselini. Cijela jednadžba reakcije izgleda ovako:
Cu2+ + 2 e- → Cu
2 H2O → O2 + 4 e- + 4 H+
2 Cu2+ + 2 H2O → 2 Cu + O2 + 4 H+

### Elektroliza vodene otopine kuhinjske soli NaCl
Na metalni stalak pričvrstimo U-cijev i u nju staklenim lijevkom ulijemo otopinu, u kojoj je sol disocirala na Na+ i Cl- ione. U oba kraja U-cijevi kapaljkom stavimo nekoliko kapi fenolftaleina. Svaku elektrodu uronimo u jedan kraj U-cijevi i spojimo s Leclancheovim člankom (ili kojim drugim izvorom istosmjerne električne struje). Na katodi se reducira voda, a ne Na+ ioni (koji se nakupljaju u katodnom prostoru) jer je za to potrebno manje energije: 
2 H2O + 2 e- → H2 + 2 OH- 
OH- ioni se također nakupljaju u katodnom prostoru te reagiraju s kationima natrija čineći natrijevu lužinu (Na+OH-). Zbog toga smjesa oko anode postaje ljubičasta - fenolftalein dokazuje prisustvo baze. Na anodi oksidiraju ioni klora: 
2 Cl- → Cl2 + 2 e- 
koji se vidi u obliku mjehurića i osjeti se njegov karakterističan miris. Cijela jednadžba reakcije izgleda ovako:
2 H2O + 2 e- → H2 + 2 OH-
2 Cl- → Cl2 + 2 e-
__________________________

2 H2O + 2 Cl- → H2 + 2 OH- + Cl2
+ Na+             →         + Na+
__________________________

2 H2O + 2 NaCl → 2 NaOH + Cl2 + H2